# Tomàs Milans i Godayol
Tomàs Milans i Godayol (Canet de Mar, Maresme, 7 de març de 1672 - Canet de Mar, 19 de gener de 1742) fou un destacat músic i compositor català dels segles XVII i XVIII.

## Biografia
Era fill de Marc Antoni Milans i Macià (Canet de Mar, 1625 - 1708) i de Marianna Godayol, filla d'Espinelves, que van confiar la seva educació musical, i la del seu germà Carles a sant Josep Oriol, beneficiat de l'església de Santa Maria del Pi de Barcelona, que guardava una estreta relació familiar amb els Milans. A l'entorn del 1680, aproximadament, sant Josep Oriol l’acollia a casa seva a Barcelona amb Carles, el seu germà gran. Gràcies a l’amistat del sant amb Jeroni Oller, l’organista del Palau de la Comtessa, els infants Milans van ser admesos per Felip Olivelles a la capella de música del Palau de la Comtessa. La relació entre els dos fou força intensa, En una carta dirigida a Marc Antoni Milans del 30 d’agost de 1682, sant Josep Oriol l’informava del curs dels estudis musicals dels petits Carles i Tomàs: “Lo cas es que la ultima vegada que parlí a al Sr. mestra dels minyons com se aportavan, me respongué en presensia del Sr. Rnt. Oller, que Carlos anava reixint molt bé y que aprendre orga més que Thomas may ha tingut lo cor al cant, y que no y a remey de que aprenga y que més valdria que se trates de donar-li atra estrancont, yo li fiu de resposta que les y escriuria a V. y axy si pot venir a donar-i una vista sera molt bo… y los minyons estan bisarros…”. Josep Oriol va aconseguir el seu ingrés com escolà de la capella del Palau de la Comtessa, de la que anys més tard seria el director.
La tutoria del sant envers els germans Milans degué concloure a l'entorn de l’any 1685. Tomàs Milans, “sota la vigilancia d’Oriol, pogué continuar la carrera eclesiástica y arribar després a sacerdot”, als vint-i-cinc anys, és a dir, el 1697. El 23 de desembre d’aquell any, Josep Oriol escrivia a Canet de Mar a Susanna Bonamich —vídua de Marc Antoni Milans i Godayol, germà gran de Carles i Tomàs—, fent palesa la difícil situació econòmica que hom vivia a Barcelona a causa del setge de l'exèrcit francès, i expressant com “el pobre Tomàs per ara encara no guanya per menjar… malgrat tot ell ajudarà en el que pugui el seu pare i la consolarà a vosté…”. L’any 1698 sant Josep Oriol emprengué un segon viatge a Roma —a partir d’aquella data el sant començà a curar de gràcia—, i, el 31 de març, abans de marxar, va deixar un testament de prevenció en el qual donava “la capa corta de chamelote, que mando a Tomás Milans, maestro de capilla de música del Palau de la Condesa, mi pariente…”.
En dues declaracions dels processos de beatificació, iniciats el 1758, s’esmenta que el sant havia proposat a Tomàs Milans d’acompanyar-lo en el seu segon viatge a Roma, el 1698. Sant Josep Oriol arribà a Marsella, caigué malalt i retornà en veler a Barcelona, on desembarcà el 22 de maig de 1698; “un cop hagué vist els seus companys [del Pi] va anar a casa de Tomàs Milans, parent llunyà seu i fill de padrí de primera missa”. L’anècdota del seu retrobament amb Tomàs Milans és força eloqüent: “Quan tornà de Marsella, una de les primeres visites que feu, va ser al seu parent Tomàs Milans. Aquest tenia, en aquells moments, una criada que no havia conegut el sant. Quan arribà a la casa i preguntà per mossèn Milans, la criada li diu que no hi és. Havent rebut ordres perquè digués que no hi era, ja que mossèn Milans estava enfeinat. El sant, amb afalibilitat, respon: ‘Mireu-ho bé, que ja el trobareu’. La criada insisteix i rep del sant la mateixa petició. Estranyada aquella, va a dintre a comunicar-ho al seu amo. Mossèn Milans endevina que el visitant és el doctor Oriol i surt amb alegria a rebre’l. El sant s’adreça a la criada i li diu: ‘Ja us ho deia que el trobaríeu’”.
L’any següent, el 1699, Tomàs Milans s’havia desplaçat a Cartagena amb altres músics de la capella del Palau, mentre creixia la fama del seu bon art com a tenor i arpista. Des d’allà, va escriure a Josep Oriol, el qual, el 21 de novembre, adreçava un correu a la família Milans, a través del seu amic mossèn Antoni Filiperes de Canet, per fer-los saber que: “estos dies passats Thomás son fill me scrigué de Cartagena que stava bo y molt aplaudit dels Srs., y que per respecte que avien arribat alli altres dos de la musica del Palau, creu se tractará de tornar prest y que segons varies cartas que han vingut dant noticies de les qualitats de Thomás crech aurá guaniat molta fama, pero no se si aurá perdut lo poch que avia guaniat, que es lo que jo li digué quant sen aná, que no mo feu á saber fins que ja estava empenyat y del tot per anarsen…” Sant Josep Oriol degué deixar una profunda empremta espiritual en els germans Milans, en especial en Tomàs Milans; des de la seva convivència durant l’infantesa, el despertar de la seva vocació sacerdotal i les vivències que compartí amb el sant, algunes de les quals foren, sens dubte, extraordinàries, com el goig d’assistir-lo, amb els escolans del Pi, en un moment tan íntim com el del traspàs. Carreras i Bulbena, citant la biografia del pare Nadal, recull com Tomàs Milans “mentre fou mestre de la Seu de Girona feya llegir á sos dexebles una llibreta escrita de sa mà, hon se descrivíen miracles fets per lo Beat Joseph Oriol, la efigie del qual guardava amb molta veneració”.
Tomàs Milans, el mateix any del seu viatge amb la capella del Palau a Cartagena, el 1699, es jubilava Felip Olivellas, el seu mestre titular, el qual i traspassà l'estiu de 1702. Gabriel Argany havia accedit a l'esmentat magisteri el 12 d’agost de 1699, però “a 22 de noviembre de 1701 tomó posesión de la capellanía el Rdo. D. Tomàs Milans subdiacono… A 7 Noviembre de 1714 por renuncia del Rdo. Milans Pbro. tomó posesión el Sr. D. José Picañol”. Tomàs Milans exercí el magisteri d’aquella prestigiosa capella barcelonina durant el període austriacista, fins a 1714, moment en què li fou concedit, el magisteri de la catedral de Girona. El 22 d’octubre de 1714, Milans era acceptat al cor catedralici pel capítol gironí per cantar i celebrar els oficis, reverendus Thomas / Milans Magister Capelle musice petit licentiam […] de cantatur et dum divina officia celebrantur. Cinc dies després, el 27 d’octubre, el comissari de música de la catedral proposà al capítol que, atesa l’arribada de Milans a Girona, davant la novetat de la seva presència al cor hom fes com si res ja que encara no s’havia consumat la seva possessió del magisteri de la catedral.
A mitjan març de 1715 Milans ja constava com a mestre de capella de la catedral de Girona. La seva presència es perllongà fins al final dels seus dies, tot i el seu desig reiterat de ser admès com a resident a la parroquial de Canet de Mar a causa de la seva possessió d’un benefici fundat a l'església de la seva vila natal, probablement les rendes íntegres del qual, sumades a les distribucions derivades de l’admissió com a resident, li suposaven uns guanys més substanciosos que els que obtenia a la pròpia catedral de Girona. El 21 d’abril de 1735 Tomàs Milans presentà una súplica al capítol on al·legava que per espatium 21 annorum deservir dictum ministerium et / cum ratione etatis, et infirmitatum quibus molestatur amplius non possit / predictum ministerium exercere, ideo suplicat quod Vra Dne dig-/ netur eum jubilare. Val a dir també que més endavant, jubilat i tot, va continuar a la capella com a segon arpista i, en absència del mestre Gònima, com a director substitut. La nit del 18 al 19 de gener de 1742 Tomàs Milans traspassà a Girona. El mateix dia 19, l’acta capitular fa esment del desig de Tomàs Milans —preterita nocte decessit—, segons el qual eligens sepulturam in villa de Canet de Mar in qua erat oriundum. L'endemà mateix rebia supultura a la parròquia de Sant Pere i Sant Pau de la seva vila natal, “en dita Iglesia â la tomba de la casa de Milans davant Nª Señora del Carme”. Pocs mesos després de la jubilació del seu oncle Tomàs Milans i Godayol, el capítol de la catedral de Girona convocà oposicions per cobrir la plaça del seu magisteri de capella. El seu nebot i antic deixeble era un dels tres aspirants.
L'any 1995 Josep Rovira Fors ja deia que «Tomàs Milans no solament va ser un dels músics més destacats de la seva època, sinó que un dels compositors més ben relacionats». Milans fou coetani de Francesc Valls i Josep Picanyol. Picanyol, que era deixeble de Francesc Valls, l'any 1726 va succeir Milans a la catedral de Barcelona i va ser-ne el titular fins que el 1736 va anar de mestre de capella al cèlebre convent de les Descalzas (Madrid): el punt de màxima categoria musical de tots els regnes de la corona d'Espanya. Picanyol, igual que Milans, era partidari decidit del mestissatge de la música local amb els nous corrents que arribaven d'Itàlia. Després del Concili de Trento la música religiosa s'havia escampat d'una manera com no s'havia produït amb anterioritat, i això es va produir sobretot durant els segles XVI, XVII i XVIII. Aquest expansió coincidí amb els orígens i el primer -i més important- creixement de Canet com a població. La burgesia canetenca, enriquida amb la construcció naval i el comerç marítim d'altura i cabotatge, va destinar abundants recursos a la creació i sosteniment de la capella de música de l'església parroquial, amb un grup de músics i compositors que en van ser els creadors materials, tant amb partitures pròpies com recercades i intercanviades amb altres arxius.
Es conserven obres seves als fons musicals de Sant Pere i Sant Pau de Canet de Mar (CMar), catedral de Girona (GiC), Santa Eulàlia de Berga (BerSE) i al fons Joan Carreras i Dagas de la Biblioteca de Catalunya.